# 星の流れる果て
『星の流れる果て』（ほしのながれるはて、原題：Not Without My Daughter）は、1991年制作のアメリカ合衆国のドラマ映画。
イラン人の医師と結婚し、イランに一時帰国し現地で習慣の違いなどから壮絶な体験をしたアメリカ人女性ベティ・マムーディの実体験を、ウィリアム・ホッファーとの共著によるノンフィクション（邦訳：「マートブ!自由を求めて」上・下巻、星雲社）を原作に映画化。

## あらすじ
1984年、イラン生まれでアメリカに帰化した医師サイードと結婚したアメリカ人女性ベティは、娘のマートブが学校で人種偏見によるいじめを受けたと知り、父親はイラン出身ではあるが同じアメリカ人なのだから引け目に思わず毅然とするよう娘を諭す。しかしそのサイードが、勤務先の病院で差別により職を追われてしまう。失意のサイードは妻子を連れて母国に帰ることを決めた。サイードにとっては10年ぶりの帰国であり懐かしかったが、ベティはイランの社会に馴染めなかった。もともと彼女はあまり乗り気ではなかったのだが、2週間だけという事で説得され、しぶしぶ承諾した。
しかし、帰国後のサイードはそれまで優しかったのとは態度を一変させた。彼はイランの病院に勤務しようとしたが、今度は逆にアメリカ帰りとして偏見をもたれ、仕方なく小さな診療所に安い給与で就職するしかなく、その不満から妻に辛く当たるようになった。そのうえ彼は極端なイスラム教の教義や民族意識に染まり、とうとうイラン永住を決意、妻子2人を監禁状態に置いてしまい、これに妻が文句を言うと暴力まで振るうようになる。
ベティが中立国であるスイスの大使館に相談すると、イランに居てイラン人と結婚していればイラン人として看做されるから、中立国の大使館に外国人として保護されるようになるには、まず離婚することだと言われる。夫は人が変わってしまったようなので、離婚もやむなしとベティは考えるが、問題は娘をどうするかだった。
さらにイラン・イラク戦争が勃発し、アメリカがイラクをけしかけてイランを攻撃させていることに怒ったサイードはベティに八つ当たりする。
戦渦が拡大して身の危険を感じたベティは、「娘と一緒でなければ（逃げない）」（原題のNot Without My Daughter）との思いからマートブを連れ、密出国すれば死刑になるという状況にもかかわらず、同情的な洋品店店主フセインの秘かな助けを得て密かに作戦を決行、苛酷な山越えを経てトルコへと脱出を果たすのだった。

## キャスト
- ベティ・マムーディ：サリー・フィールド
- サイード・マムーディ：アルフレッド・モリーナ
- マートブ・マムーディ：シーラ・ローゼンタール
- フセイン：ロシャン・セス
- ニコール：サラ・バデル
- モーセン：ジョージ・コラフェイス
- アメー・ボゾルグ：モニー・レイ

## 備考
- 撮影はアメリカ、トルコ、イスラエルで行われた。
- ベティは帰国後、国務省の顧問となり、国際結婚して米国外で不本意に暮らすアメリカ人女性の救済活動に務めた。
- 公開当時、「イランに対する偏見を煽る」、「イラン人をステレオタイプ化している」などの批判もあった。2002年には、イラン系フィンランド人のアレクシス・クーロス監督がサイードとその親族に取材したドキュメンタリー映画“Without My Daughter”を制作した[2]。
- 主演のサリー・フィールドは、本作で第12回ゴールデンラズベリー賞 最低主演女優賞にノミネートされた。
- マートブ本人が学校でのシーンでエキストラ出演している[3]。
- 娘の名前マートブとは、ペルシア語で“月光”を意味する[4]。